# Bătrâna (Râul Târgului)
Bătrâna je desna pritoka Râul Târgului u Rumunjskoj. Izvor joj je u blizini vrha Bătrâna, u planinama Iezer. Duljina joj je 9 km, a površina porječja 33 km2.